# Topographagnosie
Topographagnosie (von altgriechisch τόπος tópos, deutsch ‚Ort‘, γράφειν grafeïn, deutsch ‚zeichnen‘, und ἀγνῶσις a-gnō̂sis, deutsch ‚ohne Wissen‘; syn. topographische Desorientierung) ist ein selten gebrauchter neurologischer Ausdruck  für die Unfähigkeit, sich in eigentlich bekannten Räumen zu orientieren. Ursachen sind in der Regel Schäden des rechten Schläfenlappens, insbesondere des Gyrus parahippocampalis.
Durch die Störung sind Menschen daran gehindert, eine kognitive Landkarte ihrer Umgebung zu bilden. Einen Weg können sie nur finden, indem sie einer genauen Wegbeschreibung folgen. Sie sind kaum in der Lage, sich Wegmarken zu merken. Auch können sie bei einer vorgegebenen Richtung größere Hindernisse nicht umgehen, ohne dabei die Orientierung zu verlieren. Der Patient kann verhindert sein, eine Analoguhr zu lesen, da er die Winkel-Beziehung der Zeiger nicht korrekt interpretieren kann. Das Erkennen von Gegenständen ist in der Regel erhalten.